# Monsters, Inc. : Laugh Floor
Monsters, Inc. : Laugh Floor est une attraction du parc Magic Kingdom utilisant le thème du film Monstres et Cie coproduit par Disney et Pixar.
Il existe aussi d'autres attractions utilisant le même thème mais avec une technologie différente Monsters, Inc. : Mike and Sulley to the Rescue!, située à Disney California Adventure en Californie et Monsters, Inc. : Ride and Go Seek! à Tokyo Disneyland au Japon en 2009.

## L'attraction

### Magic Kingdom
L'attraction présente dans une salle de 458 places, un spectacle inspiré de celui à la fin du film. L'attraction est interactive grâce au procédé déjà utilisé pour Turtle Talk with Crush. Il est aussi possible d'interagir depuis son téléphone portable en envoyant des SMS humoristiques.
- Ouverture : 2 avril 2007[1]
- Conception : Walt Disney Imagineering
- Capacité : 458 places
- Durée : 10 minutes
- Situation : 28° 25′ 06″ N, 81° 34′ 48″ O
- Attractions précédentes :
  - America the Beautiful du 25 novembre 1971 au 15 mars 1974 puis du 15 mars 1975 au 9 septembre 1984
  - Magic Carpet 'Round the World du 16 mars 1974 au 13 mars 1975
  - American Journeys 15 septembre 1984 au 9 janvier 1994
  - Timekeeper 21 novembre 1994 au 26 février 2006

L'attraction avait pour nom de concept The Laugh Floor Comedy Club et des objets promotionnels avaient été diffusés avec ce nom
 puis Monsters : Laugh Floor Comedy Club. Mais le 19 mars 2007, le nom a été raccourci pour celui actuel.